# Ghali Chabab Baladait Mascara
Maillots
Le Ghali Chabab Baladait Mascara (en arabe : غالي شباب بلدية معسكر), plus couramment abrégé en GCB Mascara ou encore connu simplement sous le nom de GCBM, est un club algérien de football fondé en 1975 et basé dans la ville de Mascara.

## Histoire
Le club évolue à plusieurs reprises en Troisième division, mais sans jamais atteindre la deuxième division. Actuellement [Quand ?], il évolue en championnat Régional 2 Saida Groupe B.